# Gunnar Raade
Gunnar Raade (* 6. Mai 1944) ist ein norwegischer Geologe, Mineraloge und ehemaliger erster Kurator der mineralogischen Sammlung des Naturhistorisk Museums der Universität Oslo.

## Leben
Gunnar Raade wird als der wichtigste Mineraloge in Norwegen nach dem 2. Weltkrieg angesehen. Als norwegischer Repräsentant in der „Commission on New Minerals, Nomenclature and Classification“ (CNMNC) der International Mineralogical Association (IMA) war er von 1982 bis 2013 an der Anerkennung von mehr als 2000 neuen Mineralspezies beteiligt. Neben seiner beruflichen Tätigkeit engagierte er sich auch für die zahlreichen norwegischen Amateurmineralogen. So begründete er unter anderem den Verein der „Freunde des Geologischen Museums“ in Oslo.
Raade entdeckte und beschrieb zusammen mit verschiedenen Fachkollegen insgesamt 18 neue Minerale:
1. 1970 den Dypingit[2]
2. 1975 den Althausit zusammen mit Magne Tysseland[3]
3. 1979 den Holtedahlit zusammen mit Micael H. Mladeck[4]
4. 1981 den Janhaugit zusammen mit Micael H. Mladeck[5]
5. 1984 den Kaatialait zusammen mit Micael H. Mladeck, Roy Kristiansen und Victor K. Din[6]
6. 1986 den Heneuit zusammen mit Micael H. Mladeck und Victor K. Din[7]
7. 1988 den Blatterit zusammen mit Micael H. Mladeck, Victor K. Din, Alan J. Criddle, Chris J. Stanley[8]
8. 1992 den Tvedalit zusammen mit Alf Olav Larsen, Arne Åsheim und Johan Taftø[9]
9. 1993 den Kamphaugit-(Y) zusammen mit Kjartan Brastad[10]
10. 1998 den Zincowoodwardit zusammen mit Thomas Witzke[11]
11. 2002 den Gjerdingenit-Fe zusammen mit Giovanni Ferraris, Angela Gula, Gabriella Ivaldi[12]
12. 2002 den Kristiansenit zusammen mit Giovanni Ferraris, Angela Gula, Gabriella Ivaldi und Franz Bernhard[13]
13. 2004 den Gjerdingenit-Mn zusammen mit Nikita V. Chukanov, Uwe Kolitsch, Steffen Möckel, Aleksandr E. Zadov und Igor V. Pekov[14]
14. 2007 den Hundholmenit-(Y) zusammen mit Ole Johnsen, Muriel Erambert, Ole V. Petersen[15]
15. 2008 den Proshchenkoit-(Y) zusammen mit Joel D. Grice, Muriel Erambert, Per Kristiansson und Thomas Witzke[16]
16. 2009 den Alflarsenit zusammen mit Joel D. Grice und Mark A. Cooper[17]
17. 2010 den Heftetjernit zusammen mit Uwe Kolitsch, Roy Kristiansen und Ekkehart Tillmanns[18]
18. 2015 den Byrudit zusammen mit Tonči Balić-Žunić und Chris J. Stanley[19]

Eine Zusammenstellung seiner Veröffentlichungen findet sich auf www.mindat.org.

## Ehrungen
Für seine Verdienste um die Erforschung der Magnesiumphosphate wurde er mit der Benennung des Minerals Raadeit, ein basisches Magnesium-Phosphat mit der Formel Mg7(PO4)2(OH)8, geehrt. Die Typlokalität des Minerals ist der Steinbruch Tingelstadtjern bei Modum in der Provinz (fylke) Buskerud, Norwegen.